# Університет Каліфорнії в Ірвайні
Університет Каліфорнії в Ірвайні (англ. University of California, Irvine; скорочення UC Irvine) — громадський дослідницький університет в США, один з 10 кампусів Університету Каліфорнії. Розташований в Ірвайні, Каліфорнія на території в 603 га (1489 акрів). Заснований в 1965 році.
До складу Університету Каліфорнії в Ірвайні входять 12 шкіл і коледжів, а також один департамент. Одними з останніх з'явилися Коледж медичних наук, створений в 2004 році, та Юридична школа, створення якої 16 листопада 2006 року схвалили регенти Університету Каліфорнії, а відкрилася восени 2009 року.
Структура університету:
- Школа мистецтв Клер Тревор
- Школа біологічних наук
- Інженерна школа Генрі Семюел
- Коледж медичних наук
- Гуманітарна школа
- Школа інформатики та комп'ютерних наук Дональда Брена
- Школа фізичних наук
- Школа соціальної екології
- Юридична школа
- Медична школа
- Школа соціальних наук
- Бізнес-школа Пола Міредж
- Департамент освіти